# Горець 3: Останній вимір
Горець 3: Останній вимір (англ. Highlander III: The Sorcerer) — фантастичний бойовик 1994 року.

## Сюжет
У XVI столітті в пошуках знань Маклауд подорожує світом і добирається до Японії. Там на горі Нірі він знаходить чарівника Накано, який навчає горця. З півночі їде жорстокий і могутній воїн Кейн, який зі своїм військом спалює цілі села. А також він нищить таких самих безсмертних, як і сам, поглинаючи їхню силу. Кейн дістався до печери Накано й обезголов чародія, заволодівши його силою та магією. Це спричинило землетрус у горах і Кейна та його поплічників поховало під купою каміння. Минуло понад 400 років. Маклауд спокійно живе в Марракеші зі своїм прийомним сином. А в Японії тим часом під керівництвом жінки-археолога Алекс тривають розкопки легендарної печери, існування якої історики вважають міфом. З-під завалу вибирається Кейн, який усі ці століття просидів там, і він сповнений рішучості розшукати й обезголовити Маклауда.

## У ролях
| Актор             | Роль                        |
| ----------------- | --------------------------- |
| Крістофер Ламберт | Коннор Маклауд / Рассел Неш |
| Маріо Ван Піблз   | Кейн                        |
| Дебора Кара Ангер | Алекс Джонсон / Сара        |
| Мако              | Накано                      |
| Рауль Трухільйо   | воїн 1                      |
| Жан-П'єр Перуссе  | воїн 2                      |
| Мартін Нейфельд   | лейтенант Джон Стен         |
| Фредерік Окімура  | старий японець              |
| Деніел До         | доктор Фуджі Такамура       |
| Габріель Какон    | Джон Маклауд                |
| Луї Бертіньяк     | П'єр Буше                   |
| Майкл Джейстон    | Джек Донован                |
| Зенху Хань        | шинкар                      |
| Акіра Іное        | син шинкаря                 |